# 三枝の国盗りゲーム
『三枝の国盗りゲーム』（さんしのくにとりゲーム）は、テレビ朝日系列局ほかで放送されていた朝日放送製作のクイズ番組・ゲーム番組である。全410回。製作局の朝日放送では1977年10月2日から1986年3月20日まで放送。
社史では、この番組タイトルは1973年のNHK大河ドラマ『国盗り物語』のもじりであるとしている。

## 出演者

### 司会
- 桂三枝（現・6代目桂文枝）

### 出題ナレーター
三枝は「問題提出者」と紹介していた。
- 松本洋子 → 石原真由美 → 河野宏子

### アシスタント
- かとうるみこ（漢字不明） → 野田浩子 → 辻川恭子

## 放送時間
当初はローカル番組で半年後の1978年4月から全国ネットとなった。1978年4月から同年9月までは毎週日曜 15:30 - 15:55（日本標準時、以下同）。1978年10月から1979年3月までは毎週日曜 18:30 - 19:00。1979年4月からは毎週木曜 19:30 - 20:00 に放送。

## 概要
緑・赤・白・青の4人の解答者（一般視聴者）の対戦による個人戦で、前半のクイズコーナーと後半の坊主めくりゲームとで構成。なお、当初は解答者の色は緑・赤・青・黄だった（1977年10月2日 - 1979年5月24日）。1982年頃から、解答者席のバックに電飾がつけられるようになった（クイズ正解時、優勝決定時に点滅する）。
長四角を組み合わせた日本列島を模した電飾パネルが特徴。解答者はそのパネル上で「国」に見立てた47都道府県の領地争奪戦を繰り広げた。
ABCホールでの公開収録で、『世界一周双六ゲーム』と隔週で収録していた。

## 番組構成
オープニング→CM→解答者紹介・前半戦（クイズコーナー）→CM→後半戦（坊主めくりゲーム）・優勝者決定→海外旅行チャレンジゲーム（その前にVTR紹介あり）→エンディング（全員集合で御辞儀して暗転）→次回予告で構成。
- オープニング（三枝によるタイトルコール）では、法螺貝の音に矢が的に突き刺さる効果音が流れた。
- チャレンジゲームの後には、提供スポンサーから出場者全員への参加賞の紹介があった（ここでエンディングテーマが流れた）。参加賞には海外旅行用のカバンやセカンドバッグにネクタイ・スカーフや上下用のトレーナーとタオルセットやスイス製の腕時計などがあった。
  - エンディングテーマ曲の作曲はキダ・タロー。ディキシーランド・ジャズ風の曲で、キダのアルバムにも収録されており、『チューボーですよ!』（TBS）で関西料理を扱う時や、『秘密のケンミンSHOW』（読売テレビ）の「ヒミツのOSAKA」のコーナー、『ペット大集合!ポチたま』（テレビ東京）の「だいすけ君が行く!!ポチたまペットの旅」のコーナーなどのテーマ曲に広く流用されている。

## 早押しクイズ・テーマクイズ
- 前半は早押しクイズで、正解者は領地となる都道府県を1回の正解につき2か所、好きに選んで獲得。獲得した領地はその解答者の席と同じ色に点灯する。早押しクイズコーナーは一般問題に始まり、途中、音楽の問題、映像問題（「モンタージュ・ボイス・私は誰?」（偉人たちの声を特殊な方式で再現させた）、「反転クイズ」、「ふるさとスポットクイズ」など）を挟み、再び一般問題へと移る。

- 30か所の都道府県が領地として埋まった時点で通常の早押しクイズは終了し（合図として法螺貝の音が鳴る）、週替わりのテーマに基づいた問題が3問出題される。1問目は音楽の問題、2問目は映像、スライド等を用いた3択問題（この2問は早押し）、3問目は近似値クイズが出題され、1問正解ごとに領地を3か所獲得できる。3問目の近似値クイズはフリップに解答を書く形式で、内輪・外輪に限らず一番近い解答者が領地を獲得できる（ただし、内輪・外輪で双方同じ値なら内輪の方が正解扱いとなる）。なお、このテーマ問題に限り、獲得できる領地は正解が出なかった場合次の問題に繰り越される。近似値クイズでは解答者のいずれかが必ず領地を獲得するため、最終的には47都道府県のうち39か所が領地として埋まることになる。
  - 初期の頃はテーマ問題は無く、序盤は正解すると獲得できる領地は1つ、しばらくすると獲得できる領地が2つになり、さらに後に獲得できる領地が3つになるという構成だった。
- 都道府県の中で「小判」の絵が4か所、「ダイヤモンド」の絵が1か所隠されており、これを引き当てると小判の場合は賞金1万円のボーナス（番組中では「軍資金」と呼ばれる）、ダイヤモンドの場合はダイヤモンドの指輪を獲得できる。後期には「玉手箱」も1箇所に隠されており、これを引き当てた解答者には一文字が○で空欄になった四字熟語を見て当てるクイズが出題され、正解するとパソコンがプレゼントされる。また、正月特番限定で「鬼」も隠されており、これを引き当てた場合には罰ゲームが課せられる。他に「魚」も隠されており、ここに的中すると必ずズームアップされる。
- お手つき・誤答の時には解答席に兜の看板が置かれ（兜はボロボロに欠けた状態に表現され、お手つき・誤答が増えるたびに酷くなる）、3個で失格[注釈 2]になり、以降のクイズの解答権がなくなる。ただし、失格中に残った解答者が誤答、もしくは時間切れで正解者が出なかった問題があると、失格中の解答者にその問題の答えを問い、正解すると兜2個の状態で復帰となる。
- 前半終了の時点で一番多く領地を獲得した解答者には「クイズ賞」として賞金5万円が贈られるが、坊主めくりゲームでの展開により、その解答者が必ずしも優勝できるとは限らない。
- なお、「軍資金」「ダイヤモンド」「パソコン」「クイズ賞」は、一度獲得すれば後半の坊主めくりゲームの結果に関係なく持ち帰ることができる。
- 前半終了時点で「小判」「ダイヤモンド」「玉手箱」が出なかった場合、隠されていた都道府県を発表するが、後半の坊主めくりゲームでは無効となり、当該の都道府県を選択しても獲得できない。

## 坊主めくりゲーム
前半戦のクイズコーナーで獲得されなかった領地（8か所）を解答者が1つずつ指定し、解答者はその領地をいかに勘よく引くかで勝負が決まるという大逆転のチャンスを賭けたコーナーで、勘と運だけが試される。
- 順番は当初、前半のクイズで獲得した領地が一番少ない人を基点として右回り順で引いていった。画面上一番右側の人の次は、一番左側の人が引くことになっていた。
  - 後にこの順番はクイズで獲得した領地が少ない順に改められ、前半では兜が置かれる場所に順番を示す番号札が置かれるようになった。
- 8か所残っている領地の中に、坊主が2が所、姫が3か所に隠される。解答者は順に残っている領地の中から1つを指定。坊主を引き当ててしまうとトロンボーンによる間の抜けた効果音[注釈 3]が流れ、解答者がそれまでに獲得していた領地が没収される（坊主が隠れていた領地も含め、没収された領地は点滅状態となる）。坊主も姫も隠されていない、何も描かれていない領地を選ぶと、その領地のみ獲得できる（シンプルなチャイムが流れる）。そして姫を引き当てるとファンファーレが流れ、その領地とその時点で没収されて点滅状態の領地を獲得できる。坊主が出る前で点滅している領地がない状態で姫を引いても、選んだその領地1つしか獲得できない（この場合は何も描かれていない領地を選んだ時と同じチャイムが流れる）。
  - 坊主のイラストは赤色（頭をかいている・煙管を咥えている）・水色（左手を突き出している）・緑色（アッカンベー）の4種類。
  - 姫のイラストは青色・水色・黄色の3種類。
- 領地の指定が2巡し、47都道府県がすべて領地として埋まった時点でゲーム終了となる。
- 領地の指定が2巡してもまだ没収されて点滅状態の領地が残っている場合には、佐渡島に配置された姫と坊主が隠れている2枚のパネルのうち1枚を引く。獲得している領地が一番多い解答者から引くかパスするかを選択できる。挑戦者は1人のみで、姫を当てれば点滅している領地を獲得。坊主だとその解答者がそれまでに獲得していた領地がすべて没収・即消滅（それまでの獲得領地がすべて消灯）となり、点滅していた他の解答者の領地は没収前の解答者に返還されて終了となる。
  - 末期には佐渡島に何も描かれていないパネルが加えられて3枚になり、佐渡島での坊主、姫のパネルは領地に隠されたものと同じ扱いになった。よって1人目が坊主を引いてもそこで終わらずに2人目以降に回して姫が出るまで挑戦が続く。
  - 最終決着をつけるため佐渡島は、2枚の頃は必ず誰か1人が、3枚の頃は最大で3人が挑戦しなければならない。3枚の頃は、1人目がパスした場合、2人目は必ず佐渡島に挑戦することになる。
- 坊主めくりゲーム終了時に領地を一番多く獲得した解答者が優勝となり、海外旅行の挑戦権を獲得する。この時にトップが複数いる場合は、じゃんけんで優勝者を決める。
- 解答者には坊主めくりゲーム終了時の得点（領地の数）に応じて賞金が与えられる。1点につき2000円。
- この坊主めくりゲームは、『国盗りゲーム』の放送開始前にABC制作・テレビ朝日系列で放送された『三枝の結婚ゲーム』の「絵めくりゲーム」でも行われており、『結婚ゲーム』終了後、ゲームだけがそのまま『国盗りゲーム』で継承されたものである。何も描かれていない領地を選んだ時のチャイムは、『結婚ゲーム』でパネルを開ける時に流れていたものをそのまま流用している。
- このコーナーが始まった当初は僧侶たちからの苦情があった。古くから坊主めくりと言う遊びがあるからと説明しても通じず、そこで東北地方のある古寺の僧侶に解答者として番組に出演してもらったところ、その時から苦情は来なくなったという[1]。

## 優勝決定後
- 優勝者は最後に海外旅行（MASマレーシア航空のDC-10で行くマレーシア・オーストラリア10日間。はとバスゴールデンエメラルドツアーの提供）をかけたゲームに挑戦（その前に旅先紹介のVTRが流れ、一時期三枝自身も紹介VTRに出演していた）。このゲームも「姫か坊主か」の要素が取り入れられ、2つのボックスに姫と坊主の人形がそれぞれ入っている。優勝者が緑と赤[注釈 4]（後に白と赤）のどちらか1つのレバー（1984年頃以降はボタン）を選び作動させると、その色のボックスの中からいずれかの人形が出てくる。

姫が出たら迫力あるファンファーレと共に、大量の紙吹雪が降り海外旅行を獲得となる。坊主が出たらトロンボーンによる間の抜けた効果音が2回続くと同時に、優勝者を馬鹿にするかの如く姫の笑い声が流れて失格となる。
- 当初は上部のボックスから姫や坊主の人形がぶら下がって出てくる仕組みだったが、「首吊り自殺を連想させる」と京都仏教会から抗議の手紙や電話などが寄せられ、1984年頃から床に設置されたボックスから飛び出す仕組みに変わった。なお、天井から坊主が落ちてくるシーンとその効果音は、番宣CMにも使用されていた。

## 電光数字表示

### 使用番組
- 夫婦でドンピシャ!
- 三枝の結婚ゲーム
- メロディアタック
- 世界一周双六ゲーム
- パネルクイズ アタック25（2001年まで）

## スタッフ
- チーフプロデューサー（制作）：馬場淑郎→村田弘道
- プロデューサー：北條信之
- ディレクター：菊池正和、森本茂樹
- 構成：堤章三
- 問題作成：秋田千吉、八尋瀧夫、丹波元、北浦康行、本田順一、遠藤あつ子、井上哲基
- 制作協力：大阪東通、各務プロダクション（現・カガミ）
- 制作著作：朝日放送

## ネット局
系列は放送当時のもの。
| 放送対象地域           | 放送局                   | 系列                                         | ネット形態            | 備考 |
| ---------------------- | ------------------------ | -------------------------------------------- | --------------------- | --- |
| 近畿広域圏             | 朝日放送                 | テレビ朝日系列                               | 製作局                | 現・朝日放送テレビ |
| 関東広域圏             | 全国朝日放送             | テレビ朝日系列                               | 同時ネット            | 現・テレビ朝日 1978年4月から |
| 北海道                 | 北海道テレビ放送         | テレビ朝日系列                               | 同時ネット            | 1978年4月から |
| 青森県                 | 青森テレビ               | TBS系列                                      | 時差ネット            | 途中打ち切り |
| 岩手県                 | テレビ岩手               | 日本テレビ系列                               | 時差ネット            | 1980年3月まではテレビ朝日系列とのクロスネット局                                                                                             |
| 宮城県                 | 東日本放送               | テレビ朝日系列                               | 時差ネット→同時ネット | 1978年4月から 1978年4月から1978年6月までは 日曜 15:35 - 16:00 1978年7月から1979年3月までは 土曜 16:55 - 17:20に放送 1979年4月から同時ネット |
| 秋田県                 | 秋田テレビ               | フジテレビ系列                               | 時差ネット            | |
| 秋田県                 | 秋田放送                 | 日本テレビ系列                               | 時差ネット            | 一時中断あり |
| 山形県                 | 山形放送                 | 日本テレビ系列 テレビ朝日系列                | 時差ネット            | 1980年3月までは日本テレビ系列単独加盟局 |
| 福島県                 | 福島中央テレビ           | 日本テレビ系列 テレビ朝日系列                | 時差ネット            | 1978年4月から1981年6月まで 放送開始から1979年4月15日までは 日曜 10:00 - 10:30 1979年4月21日から1981年6月までは 土曜 15:30 - 16:00に放送     |
| 福島県                 | 福島放送                 | テレビ朝日系列                               | 同時ネット            | 1981年9月のサービス放送から |
| 山梨県                 | テレビ山梨               | TBS系列                                      | 時差ネット            | 1980年3月打ち切り |
| 新潟県                 | 新潟総合テレビ           | フジテレビ系列 テレビ朝日系列                | 時差ネット            | 現・NST新潟総合テレビ、1981年4月から1983年9月まで                                                                                           |
| 新潟県                 | 新潟テレビ21             | テレビ朝日系列                               | 同時ネット            | 1983年10月開局から |
| 長野県                 | テレビ信州               | テレビ朝日系列 日本テレビ系列                | 時差ネット            | 1980年10月4日から1981年3月28日まで |
| 長野県                 | 長野放送                 | フジテレビ系列                               | 時差ネット            | 1984年10月4日から1986年3月27日まで |
| 静岡県                 | 静岡県民放送             | テレビ朝日系列                               | 時差ネット→同時ネット | 現・静岡朝日テレビ、1978年7月 - 1979年2月3日までは日曜 15:30 - 15:55 1979年6月までは日本テレビ系列とのクロスネット局                        |
| 富山県                 | 富山テレビ放送           | フジテレビ系列                               | 時差ネット            | 1986年3月25日に最終回の前回を放送して打ち切り                                                                                               |
| 石川県                 | 石川テレビ放送           | フジテレビ系列                               | 時差ネット            | |
| 福井県                 | 福井テレビジョン放送     | フジテレビ系列                               | 時差ネット            | |
| 中京広域圏             | 名古屋放送               | テレビ朝日系列                               | 同時ネット            | 現・名古屋テレビ放送、1978年4月から |
| 島根県・鳥取県         | 山陰中央テレビジョン放送 | フジテレビ系列                               | 時差ネット            | 1980年 - 1981年頃のみ放送 |
| 広島県                 | 広島ホームテレビ         | テレビ朝日系列                               | 同時ネット            | 1978年4月から |
| 山口県                 | 山口放送                 | 日本テレビ系列 テレビ朝日系列                | 時差ネット            | 1978年9月までは日本テレビ系列単独加盟局 |
| 香川県 →香川県・岡山県 | 瀬戸内海放送             | テレビ朝日系列                               | 同時ネット            | 1978年4月から 1979年3月までの放送エリアは香川県のみ 1979年4月の電波相互乗り入れで岡山県でも放送                                             |
| 愛媛県                 | 南海放送                 | 日本テレビ系列                               | 時差ネット            | |
| 高知県                 | テレビ高知               | TBS系列                                      | 時差ネット            | |
| 福岡県                 | 九州朝日放送             | テレビ朝日系列                               | 同時ネット            | 1978年4月から |
| 長崎県                 | テレビ長崎               | フジテレビ系列 日本テレビ系列                | 時差ネット            | |
| 熊本県                 | テレビ熊本               | フジテレビ系列 テレビ朝日系列                | 時差ネット            | |
| 大分県                 | 大分放送                 | TBS系列                                      | 時差ネット            | |
| 宮崎県                 | テレビ宮崎               | フジテレビ系列 日本テレビ系列 テレビ朝日系列 | 時差ネット            | |
| 鹿児島県               | 南日本放送               | TBS系列                                      | 時差ネット            | 1982年9月まで |
| 鹿児島県               | 鹿児島放送               | テレビ朝日系列                               | 同時ネット            | 1982年10月開局から |